# Tip II dezoksiribonukleaza
Tip II dezoksiribonukleaza (EC 3.1.21.4, tip II restrikcioni enzim) je enzim. Ovaj enzim katalizuje sledeću hemijsku reakciju
Endonukleolitičko razlaganje DNK kojim se formiraju specifični dvolančani fragmenti sa terminalnim 5'-fosfatima
Ova velika grupa enzima je srodna sa enzimima EC 3.1.21.3 (tip 1 za mesto specifičnim dezoksiribonukleazama) i EC 3.1.21.5.

## Literatura
- Nicholas C. Price; Lewis Stevens (1999). Fundamentals of Enzymology: The Cell and Molecular Biology of Catalytic Proteins (Third изд.). USA: Oxford University Press. ISBN 019850229X.
- Eric J. Toone (2006). Advances in Enzymology and Related Areas of Molecular Biology, Protein Evolution (Volume 75 изд.). Wiley-Interscience. ISBN 0471205036.
- Branden C; Tooze J. Introduction to Protein Structure. New York, NY: Garland Publishing. ISBN 0-8153-2305-0.
- Irwin H. Segel. Enzyme Kinetics: Behavior and Analysis of Rapid Equilibrium and Steady-State Enzyme Systems (Book 44 изд.). Wiley Classics Library. ISBN 0471303097.

## Spoljašnje veze
- Type+II+site-specific+deoxyribonuclease на 